# 大地葉
大地葉（日语：／ Taichi Yō，1994年8月6日—）是日本女性聲優，埼玉縣出生。日本播音演技研究所出身，隷屬於VIMS。名字「大地葉」（／Taichi You）是藝名，由來是學生時期的綽號（「隊長」，日語讀音：Taichō）。

## 演出作品

### 電視動畫
2012年
- 鄰座的怪同學（女學生A）

2013年
- 青春紀行（女學生1）
- 穿透幻影的太陽（女學生）
- 戀愛研究所（水嶋沙依理[2]）
- Little Busters! ～Refrain～（小孩C、小孩D）
- 銀狐（葦原梢）

2014年
- 信長之槍（母、汐的母親、看護師、美紀的母親）
- 魔女的使命（鬼燈火苗）
- 偽戀（本田、學生、新聞聲音）
- 惡魔的謎語（女教官A）
- 生存遊戲社（女大學生）
- 斬！赤紅之瞳（皇帝）
- 愛·天地無用！（鬼之城紅）
- 狼少女和黑王子（繪里香的母親、聖劍少年、收銀員、女大學生、女性客人）
- 大圖書館的牧羊人（白崎細魚、筧京太郎〈幼年〉、學生1）

2015年
- 偵探歌劇 少女福爾摩斯 TD（設計師）
- 不起眼女主角培育法（石卷基子、咖啡廳店員、安藝倫也〈小學生〉、森丘藍子）
- 幸腹塗鴉（大嬸）
- 偶像大師 灰姑娘女孩（凜的母親、服務櫃台人員、奈央）
- 四月是你的謊言（觀眾）
- 終結的熾天使（茜、主持人）
- 浦和的小調（田島櫻）
- 偽戀:（本田、本田森、學生）
- 若葉女孩（女子）
- Classroom☆Crisis（女主播）
- 學園孤島（女學生A）
- 監獄學園（橫山杏子）
- 落第騎士英雄譚（黑鐵家佣人）
- 排球少年！！第二季（小笠原大樹、大瀧真子）
- 機動戰士GUNDAM 鐵血的孤兒（塔賓斯的女性）

2016年
- 只有我不存在的城市（賢也）
- Divine Gate（馬克白）
- Dimension W －第四次元－（哈姆）
- 爆旋陀螺Burst（蒼井常夏）
- 在下坂本，有何貴幹？（女教師）
- 高校艦隊（山下秀子）
- 食戟之靈 貳之皿（女店員A）
- 初戀怪獸（廣播）
- 吸血鬼僕人（學生、女性、紫丁香）
- 半田君傳說（女子A、肉食女子白、女教師、飼主、章魚燒）
- 發條精靈戰記 天鏡的極北之星（尼基）
- 齊木楠雄的災難（目良的弟弟、女孩子、山岸健太、搖籃曲、女學生）
- 斯黛拉的魔法（飯野夏、望美）
- 黑白來看守所（神八、武藏之母）
- Classicaloid（登山女）
- 3月的獅子（祖母）
- 啟航吧！編舟計畫（凜太）
- 小松先生（女性）

2017年
- 3月的獅子（主持、食堂的員工、金田）
- 政宗君的復仇（椎堂、小矮人）
- 亞人醬有話要說（百合子）
- 人渣的本願（領導）
- 怪怪守護神（皇素直）
- 偶像時間星光樂園（虹色仁乃[3]）
- 青春歌舞伎（矢根）
- 有頂天家族2（小孩B）
- 從零開始的魔法書（阿爾巴斯[4]）
- 不起眼女主角培育法♭（石卷基予、森丘藍子、女服務生）
- 將國戡亂記（布蘭卡）
- Princess Principal（多蘿西）
- 咕嚕咕嚕魔法陣（朱朱·哥吉拉姆、不知道妖精、多薩克薩妖精）
- 野良與皇女與流浪貓之心（露西亞·歐布·恩德）
- Gamers 電玩咖！（妖精）
- 食戟之靈 餐之皿（女性客B）
- Infini-T Force（年輕女性）
- 少女終末旅行（母親）
- LoveLive! Sunshine!! 第2期（工作人員）
- 偶像大師 SideM（記者、櫻庭〈幼少期〉）
- 調教咖啡廳（想像的外國女演員、同人夥伴）
- 網路勝利組（矢代）
- 無論何時我們的戀情都是10厘米。（下級生B、母親、廣播）
- 偵探歌劇 少女福爾摩斯 亞森華麗的欲望（黃金豹）

2018年
- 3月的獅子 第2期（川本彩）
- 豆豆貓（捲捲頭）
- 霸穹 封神演義（街上的女孩）
- 琴之森（雨宮修平〈小學生〉）
- 食戟之靈 餐之皿 遠月列車篇（極星寮女子A）
- 黃金神威（少女）
- 惡魔高校D×D HERO（八坂）
- 千銃士（依尼科）
- 後街女孩（女性記者、美雪）
- 千緒的通學路（久志取圓[5]）
- 邪神與廚二病少女（慶彥）
- 暮光幻影（女播音員）
- 搖曳莊的幽奈小姐（貓神、柳澤芹）
- DOUBLE DECKER！道格＆基里爾（馬克西恩·希爾維斯頓[6]）
- 隔壁的吸血鬼美眉（女僕B）
- 弦音－風舞高中弓道部－（妹尾梨可）

2019年
- revisions（張·剴·斯坦納〈幼年〉）
- Star☆Twinkle 光之美少女（姬之城櫻子、雙魚座的公主）
- 魔法禁书目录III（蕾薇妮雅·柏德蔚）
- 鬼滅之刃（竈門竹雄）
- 我們真的學不來！（川瀨亞由子）
- Fairy gone（莫妮卡）
- 星光王子 KING OF PRISM -Shiny Seven Stars-（翔〈幼少時〉）
- 街角魔族（花枝怪物）
- BEM（艾蓮）
- 炎炎消防隊（第5天使們3）
- Dr.STONE 新石紀（塔可茲）
- 魔法水果籃（草摩燈路[7]）
- 艾梅洛閣下II世事件簿 -魔眼蒐集列車 Grace note-（赫費斯提翁／Faker）
- 碧藍航線（綾波[8]）
- 天華百劍 ～歡迎來到銘治館！～（攝州住藤原助廣）
- 放學後桌遊俱樂部（たかし）
- 歌舞伎町夏洛克（詹姆斯·莫里亞蒂〈幼少期〉）
- 輕觸小發明PIKACHIN-KIT（サクちん）
- 美妙射擊部（真田汐）
- 我們真的學不來！（第2期）（川瀨亞由子）
- 碧藍幻想 The Animation Season 2（幼年拉卡姆）

2020年
- pet（司〈幼少期〉）
- A3！（皆木亨）
- 理科生墜入情網，故嘗試證明。（雪村心夜〈幼年〉）
- Star☆Twinkle 光之美少女（普倫西）
- 索瑪麗與森林之神（接待的魔女）
- 球詠（捕手、主審、二壘審、岩村、高橋友理）
- 夢夢貓（赤名紅葉）
- 繼怪怪守護神（皇素直）
- 格萊普尼爾（昴）
- 魔法水果籃 2nd Season（草摩燈路）
- 轉生成女性向遊戲只有毀滅END的壞人大小姐（迪克伯爵夫人）
- 輝夜姬想讓人告白？～天才們的戀愛頭腦戰～（白銀御行〈幼年〉）
- 富豪刑事 Balance:UNLIMITED（神戶大助〈幼年〉）
- 魔物娘的醫生（阿露露娜·露娜）
- 全員惡玉（廣播）
- 無能力者娜娜（學生、女性）
- 月歌。 THE ANIMATION 2（新〈幼少期〉、小學生B）
- 神奇柑仔店 錢天堂（立花響）
- 在地下城尋求邂逅是否搞錯了什麼III（夏克蒂·巴瑪）

2021年
- 只有我能進入的隱藏迷宮（諾爾的母親、老闆娘）
- 花樣滑冰Stars（解說者）
- 碧藍航線 微速前進！（綾波、羅德尼）
- 關於我轉生變成史萊姆這檔事 第2期（蘇菲亞）
- Re:從零開始的異世界生活 2nd season（奧托·思文〈幼年期〉）
- 堀與宮村（吉川的母親）
- 怪物事變（結〈幼少期〉、尼伊先生）
- 無職轉生～到了異世界就拿出真本事～（櫃台小姐、聖獸）
- Vivy -Fluorite Eye's Song-（ミキ）
- 魔法水果籃 The Final（草摩燈路）
- 戰鬥員派遣中！（女性店員）
- 卡片戰鬥!! 先導者 overDress（惣川遙）
- 歌劇少女!!（星野薰[9]）
- 死神少爺與黑女僕（幼年菲利普、女僕A、老練女僕B）
- 精靈幻想記（利歐的母親／菖蒲、烏茲瑪、卡拉斯基·雫）
- 叫我對大哥（シッター、犬）
- 平穩世代的韋馱天們（寶妮）
- Love Live! Superstar!!
- 陰陽眼見子（藤田、幼年聰）
- 鬼滅之刃 無限列車篇（竈門竹雄）
- Muv-Luv Alternative（伊隅美知留）

2022年
- 鬼滅之刃 遊郭篇（竈門竹雄）
- 這個不能播！（まふねこ）
- 食鏽末世錄（少年）
- 終末的後宮（龍造寺朱音）
- 平家物語（妓女）
- 魔法使黎明期（阿爾巴斯[10]）
- BLACK★★ROCK SHOOTER DAWN FALL（Charlotte）
- 勇者、辭職不幹了（老鼠亭的大嬸、小孩）
- 女忍者椿的心事（鬼百合[11]）
- 名偵探柯南（關澤祐美）
- 神渣☆偶像（月子、美春）
- 泡泡糖忍戰（ナオミ）
- Extreme Hearts（末宗祐里子[12]）
- 卡片戰鬥!! 先導者 will+Dress（惣川遙）
- 異世界歸來的舅舅（敬文〈少年〉）
- 武藏野！（田島櫻[13]）
- 不道德公會（托基希可·達娜[14]）
- 家裡蹲的日常（メロ、姉吉）
- 呆萌酷男孩（紅野茜[15]）
- 忍之一時（佐村河內曼陀羅、香取左門）
- 鏈鋸人（澤渡茜[16]）
- BLEACH 千年血戰篇（燧島梅拉）

2023年
- 弦音－相繫的一射－（妹尾梨可）
- 小智是女孩啦！（三船直子）
- 冰劍的魔術師將要統一世界（海倫娜·格雷迪）
- 阿魯斯的巨獸（女官）
- 福星小子（少年面堂）
- 蠟筆小新（武藏登美代）
- 為了養老，我要在異世界存8萬枚金幣（葛莉特）
- 不相信人類的冒險者們好像要去拯救世界（女孩子）
- 擁有超常技能的異世界流浪美食家（阿耆尼[17]）
- Dr.STONE 新石紀 NEW WORLD（塔可茲）
- 機戰少女Alice Expansion（汽霧騎士）
- 屍體如山的死亡遊戲（四乃山小夜[18]）
- 機動戰士GUNDAM 水星的魔女（溫蒂·奧倫特）
- 殭屍100～在成為殭屍前要做的100件事～（輝〈少年〉）
- 死神少爺與黑女僕（白貓）
- 政宗君的復仇R（椎堂）
- 凹凸魔女的親子日常（吉莉可[19]）
- 米奇與達利 惡童物語（秋山莉奈）

2024年
- 秒殺外掛太強了，異世界的傢伙們根本就不是對手。（夜霧〈幼少期〉）
- 魔女與野獸（基德[20]）
- 如果30歲還是處男，似乎就能成為魔法師（黑澤茉莉）
- 烏鴉不擇主（菊野）
- 隔壁的妖怪鄰居（立花百合[21]）
- 怪人的沙拉碗（蜜桃臀[22]）
- 秘密的偶像公主（真實夜知伊[23]）
- 怪異與少女與神隱（宇佐美惠梨佳）
- 關於我轉生變成史萊姆這檔事 第3期（蘇菲亞）
- 王牌酒保 神之杯（慶子）
- 嘆氣的亡靈想隱退（愛娃·廉菲德[24]）
- 精靈幻想記2（菖蒲）

2025年
- 這間公司有我喜歡的人（森園瑪莉亞[25]）
- 秘密的偶像公主 環篇（真實夜知伊[26]）
- 賽馬娘 蘆毛灰姑娘（魯迪勒摩[27]）
- 快藏好！瑪琪娜同學！！（阿久津榮太[28]、旁白）
- 炎炎消防隊 參之章（第5天使們3、鐵線蓮修女）
- 忍者與殺手的同住日常（草隱蟹江）
- 費馬的料理（櫻井官員）
- GACHIAKUTA（幼年路德）
- 新吊帶襪天使（蕩婦B）
- 擁有超常技能的異世界流浪美食家2（阿耆尼[29]）

時期未定
- 碧藍航線 微速前進！2！！（綾波[30]）

### OVA
2016年
- 監獄學園（橫山杏子）

2017年
- 高校艦隊（山下秀子）

2020年
- 噬血狂襲IV（香菅谷詩奈子）

### 動畫電影
2014年
- 阿茹茉妮（日语：アルモニ）（涼）
- 黑之栖（日语：黒の栖-クロノス-）（堀內葉月）

2015年
- 少女與戰車 劇場版（佩帕羅妮、久保田）

2016年
- 同級生（佐條久美）
- 怪物彈珠 THE MOVIE 前往始源之地（天草四郎）

2017年
- NO GAME NO LIFE 遊戲人生 ZERO（男孩子）
- 少女與戰車 最終章 第1話（村上、佩帕羅妮、久保田）

2018年
- 莉茲與青鳥（管樂團成員）
- 劇場版 星光樂園&星夢頻道～閃耀紀念LIVE～（虹色仁乃）
- 怪物彈珠 THE MOVIE 空之彼方（委員）

2019年
- LAIDBACKERS（草薙·K）
- 少女與戰車 最終章 第2話（村上、久保田、佩帕羅妮）
- 乘浪之約（順子）
- BLACKFOX（梅麗莎[31]）
- 知道天空有多藍的人啊（中村正嗣）
- 不起眼女主角培育法 Fine（森丘蓝子）

2020年
- 劇場版 高校艦隊（山下秀子）
- 劇場版 SHIROBAKO（ヘルシーファイターズ女性ファイター）
- 鬼滅之刃劇場版 無限列車篇（竈門竹雄）

2021年
- Princess Principal Crown Handler 第1章（多蘿西）
- Princess Principal Crown Handler 第2章（多蘿西）
- 少女與戰車 最終章 第3話（村上、久保田凜、佩帕羅妮）
- 言語如汽水般湧現
- 讓我聽見愛的歌聲（部屋AI）

2022年
- BLUE THERMAL（牧綾子[32]）

2023年
- Princess Principal Crown Handler 第3章（多蘿西）

2025年
- Princess Principal Crown Handler 第4章（多蘿西[33]）

### 網路動畫
2016年
- 星期一的豐滿（保健室老師、廣播）

2017年
- 黑白來看守所 第2期（二舞下貓、神八）
- 怪物彈珠動畫 第2期（天草四郎）

2018年
- B：彼之初（萊卡〈幼少期〉）

2019年
- 交鋒聯盟 機巧一族（瓦亞德·菲克斯）
- ZENONZARD THE ANIMATION（蒼白的魔女）

2021年
- 極道主夫（小孩）
- 叫我對大哥（女高中生A）
- IDOL LAND 星光樂園（虹色仁乃）

2022年
- 狂賭之淵雙（戶隱雪見[34]）

2024年
- 高爾夫物語（西野霧亞[35]）

### 有聲漫畫
2022年
- 百合幻想鄉（露羽霧乃子[36]）

### 遊戲
2012年
- TOKYO山手BOYS Portable

2013年
- 靜籟之空 ～獻給失落之星的詩～（レナルル・タータルカ[37]）
- 大正鬼譚（お菊[38]）
- わグルま!（芬里爾[39]）

2015年
- 大圖書館的牧羊人 -Library Party-（白崎細魚）
- 社團活動少女戰鬥（家苗仁愛[40]）

2016年
- 戰艦少女R（聲望）

2017年
- Princess Principal GAME OF MISSON（多蘿西）
- 碧藍航線（綾波）
- 天華百劍-斬-（攝州住藤原助廣）

2018年
- 魔法电脑战机（蕾薇妮雅·柏德蔚）
- 食之契約（雲南米線）

2019年
- 魔法禁書目錄 幻想収束（蕾薇妮雅·柏德蔚）
- 明日方舟（清道夫、深海色）

2022年
- Fate/Grand Order（赫費斯提翁／Faker）
- 秘密的偶像公主（真実夜知伊）

2023年
- 聖火降魔錄 英雄雲集（海克托爾（（小孩））

### 應用程式
- バッファロー5人娘[41]（ルビー[42]）

### 廣播劇CD
- 魔術師歐菲 しゃべる無謀編
- 靜籟之空 ～獻給失落之星的詩～ 試練編幕間3

### 廣播
- 戀愛研究所RADIO 第8回嘉賓（岐阜放送、北陸放送 2013年8月4日放送、HiBiKi Radio Station 2013年8月6日配信分）

### 廣播劇
- VOMIC 暗殺教室（茅野楓）

## 備註
1. ↑  .   [2017-03-19]. （原始内容存档于2021-02-18） （日语）.
2. ↑  . 恋愛ラボ.   [2013-07-12]. （原始内容存档于2021-02-22） （日语）.
3. ↑  . animate Times. 2017-01-18  [2017-01-18]. （原始内容存档于2020-11-12） （日语）.
4. ↑  . 電視動畫「從零開始的魔法書」官方網站.   [2016-10-02]. （原始内容存档于2020-02-07） （日语）.
5. ↑  . 電視動畫「千緒的通學路」官方網站.   [2018-03-05]. （原始内容存档于2018-06-12） （日语）.
6. ↑  . 原創動畫「DOUBLE DECKER！道格＆基里爾」官方網站.   [2018年10月1日]. （原始内容存档于2018年10月1日） （日语）.
7. ↑  . 電視動畫「魔法水果籃」官方網站.   [2019-07-04]. （原始内容存档于2020-06-12） （日语）.
8. ↑  . 電視動畫「碧藍航線」官方網站.   [2019-07-23]. （原始内容存档于2019-12-19） （日语）.
9. ↑  . 電視動畫「歌劇少女！！」官方網站.   [2021-08-22]. （原始内容存档于2021-08-17） （日语）.
10. ↑  . MANTANWEB. 2022-03-15  [2022-03-15]. （原始内容存档于2022-06-06） （日语）.
11. ↑  @tsubaki_anime.  (推文). 2022-03-09  [2022-03-09] –Twitter （日语）.
12. ↑  . 電視動畫《Extreme Hearts》官方網站. 2022-06-17  [2022-06-17] （日语）.
13. ↑  . .   [2025-05-05] （日语）.
14. ↑  . Comic Natalie. 2022-06-10  [2022-06-10]. （原始内容存档于2022-06-09） （日语）.
15. ↑  . Comic Natalie. 2022-09-07  [2022-09-07]. （原始内容存档于2022-09-20） （日语）.
16. ↑  . Comic Natalie. 2022-10-07  [2022-10-07]. （原始内容存档于2022-10-19） （日语）.
17. ↑  . Comic Natalie. 2022-12-26  [2022-12-26]. （原始内容存档于2023-01-16） （日语）.
18. ↑  . Comic Natalie. 2023-02-24  [2023-02-24]. （原始内容存档于2023-03-22） （日语）.
19. ↑  . Comic Natalie. 2023-08-25  [2023-08-25]. （原始内容存档于2023-08-25） （日语）.
20. ↑  . Comic Natalie. 2023-07-13  [2023-07-13] （日语）.
21. ↑  . Comic Natalie. 2024-02-22  [2024-02-22]. （原始内容存档于2024-02-22） （日语）.
22. ↑  . Comic Natalie. 2024-02-19  [2024-02-19]. （原始内容存档于2024-03-18） （日语）.
23. ↑  . Comic Natalie. 2024-02-21  [2024-02-21]. （原始内容存档于2024-04-13） （日语）.
24. ↑  . Comic Natalie. 2024-08-18  [2024-08-18]. （原始内容存档于2024-09-29） （日语）.
25. ↑  . Comic Natalie. 2024-09-09  [2024-09-09]. （原始内容存档于2024-11-05） （日语）.
26. ↑  . Comic Natalie. 2025-02-27  [2025-02-27]. （原始内容存档于2025-03-22） （日语）.
27. ↑  . Comic Natalie. 2025-02-22  [2025-02-22] （日语）.
28. ↑  . Comic Natalie. 2024-12-12  [2024-12-12]. （原始内容存档于2024-12-17） （日语）.
29. ↑  . Comic Natalie. 2025-05-03  [2025-05-03] （日语）.
30. ↑  . Comic Natalie. 2025-04-21  [2025-04-21] （日语）.
31. ↑  . 劇場動畫「BLACKFOX」官方網站.   [2019-03-23]. （原始内容存档于2019-03-23） （日语）.
32. ↑  . Comic Natalie. 2021-12-22  [2021-12-22]. （原始内容存档于2021-12-23） （日语）.
33. ↑  . Comic Natalie. 2025-02-14  [2025-02-14]. （原始内容存档于2025-02-17） （日语）.
34. ↑  . Comic Natalie. 2022-06-05  [2022-06-05]. （原始内容存档于2022-06-06） （日语）.
35. ↑  . Comic Natalie. 2023-12-08  [2023-12-08]. （原始内容存档于2024-03-24） （日语）.
36. ↑  . Comic Natalie. 2022-04-27  [2025-03-25]. （原始内容存档于2023-04-23） （日语）.
37. ↑  . 4gamer.net.   [2013-07-18]. （原始内容存档于2019-06-20） （日语）.
38. ↑   (2013年8月号). Enterbrain. 2013 （日语）.
39. ↑  . 4gamer.net.   [2013-07-18]. （原始内容存档于2019-06-08） （日语）.
40. ↑  . ファミ通.com.   [2015-03-05]. （原始内容存档于2015-03-26） （日语）.
41. ↑  安野夢洋子原作
42. ↑  . ナタリーストア.   [2013-07-25]. （原始内容存档于2018-12-15） （日语）.

## 外部連結
- VIMS的介紹頁面 （页面存档备份，存于）（日語）